# 皮膚褶皺
皮肤皱褶或皮褶是指看上去像被折叠過的皮膚区域。许多皮肤褶皱非常明显並且可遗传，可用于识别动物物种，而其他褶皱是非特异性的，可能是由生物体的个体发育产生的，也可能是由身体肌肉的作用或外部力量（如重力）对皮肤施加力道所产生。褶皱也可以在皮肤以外的其他结构和组织中发现，如盲肠末端回肠下面的回肠褶皱。
審美上，某些类型的皮肤皱襞可能會被人嫌棄，而就医学的角度而言，某些皮肤皱襞容易感染炎症。